# Christoph Probst
Christoph Probst (født 6. november 1919, død 22. februar 1943) var tidligt medlem af den tyske modstandsgruppe Weiße Rose i München.
Han blev anholdt af Gestapo den 18. februar 1943 sammen med søskendeparret Hans og Sophie Scholl. Den 22. februar blev alle tre dømt til guillotinen. Dommen blev eksekveret samme dag. 
Christoph Probst var gift og havde tre børn, den ene nyfødt. Hans kone lå med barselfeber, da han blev halshugget.